# Chioggia

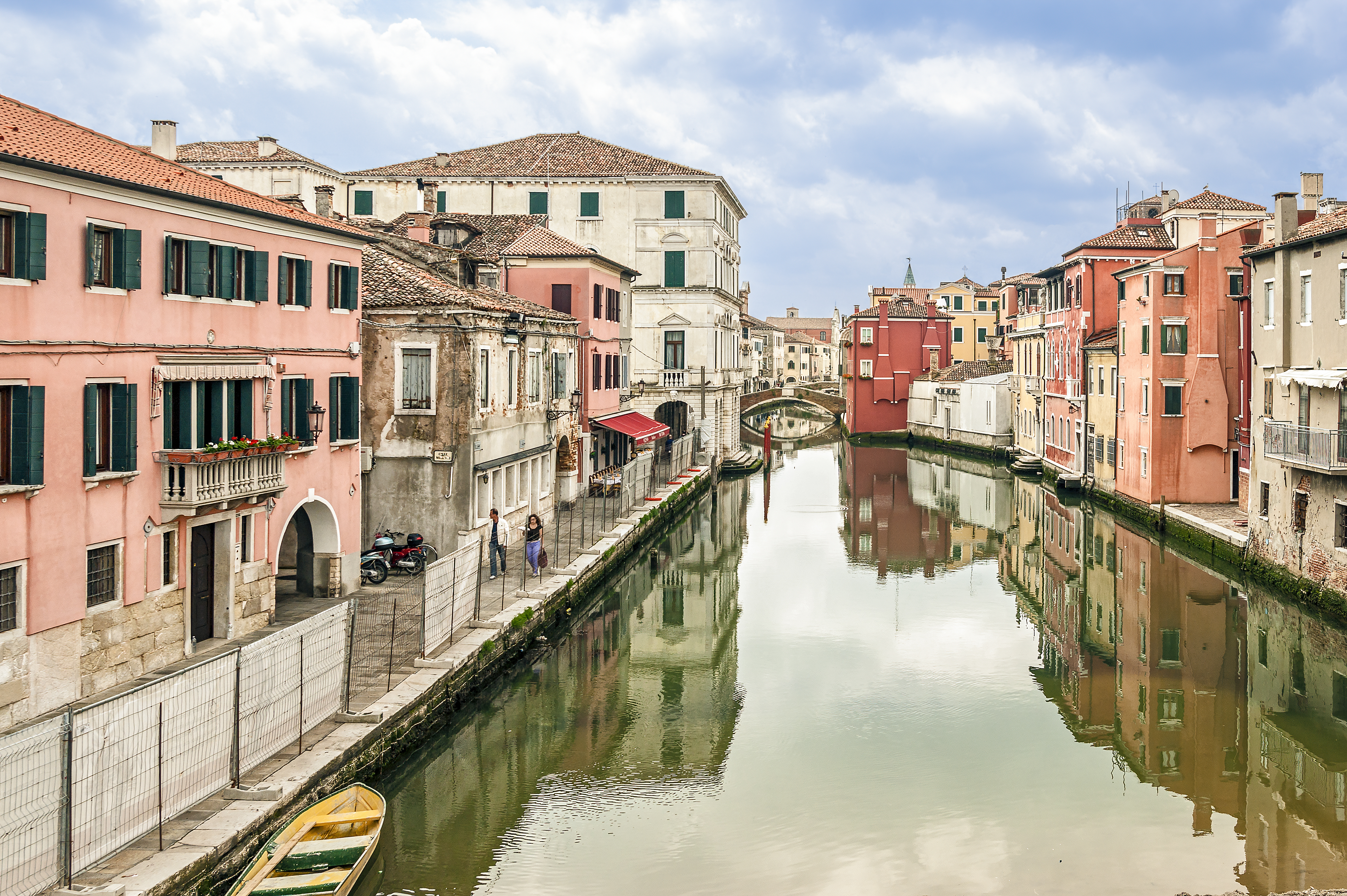
Kênh đào Vena

Chioggia (tiếng Venezia: Cióxa, Latin: Clodia) là một đô thị và cộng đồng (comune) ở tỉnh Venezia trong vùng Veneto miền bắc nước Ý.
Thị xã nằm trên một hòn đảo nhỏ tại lối vào phía nam của phá Venezia, cự ly khoảng 25 km nam của Venezia theo đường bộ. Có tuyên đường đê đắp nối thị xã này với lục địa và với frazione Sottomarina. Chioggia có kết cấu đô thị như một Venezia thu nhỏ. Đô thị Chioggia có diện tích 185 ki lô mét vuông, dân số thời điểm năm 31 tháng 5 năm 2005 là 51.231 người.
Đô thị Chioggia có các đơn vị dân cư (frazioni) sau: Brondolo, Cà Bianca, Cà Lino, Cavanella d'Adige, Isolaverde, Sant'Anna, Sottomarina, Borgo San Giovanni, Valli Di Chioggia.
Các đô thị giáp ranh: 

## Lịch sử
Chioggia và Sottomarina không nổi bật trong thời cổ, mặc dù địa danh này được đề cập lần đầu tiên được đề cập trong Pliny là fossa Clodia. Huyền thoại địa phương cho rằng tên này lúc thành lập là một Clodius, nhưng người ta không rõ thời gian của niềm tin này.
Tên của thị trấn đã được thay đổi tùy thuộc vào giai đoạn lịch sử, gồm Clodia, Cluza, Clugia, Chiozza và Chioggia. Các tài liệu cổ xưa nhất đặt tên Chioggia ngày từ thế kỷ thứ 6, khi nó là một phần của Đế quốc Byzantine. Chioggia đã bị phá hủy bởi các vua Pippin của nước Ý vào thế kỷ thứ 9, nhưng xây dựng lại xung quanh một ngành công nghiệp mới dựa trên chảo muối. Trong thời Trung Cổ, nội thị Chioggia đã được biết đến như Clugia lớn, trong khi Clugia nhỏ là một dải cát khoảng 600 m sâu hơn vào Adriatic. Một cộng đồng tự do và một địa phận Giám mục từ năm 1110, sau một vai trò quan trọng trong cuộc chiến tranh được gọi là Chioggia giữa Genoa và Venice, được chinh phục bởi Genoa năm 1378 và cuối cùng bằng cách Venice trong tháng 6 năm 1380. Mặc dù thị trấn vẫn còn phần lớn là tự trị, nó luôn luôn sau đó phụ thuộc vào Venice.

## Kinh tế
Ngành ngư nghiệp trong quá khứ là ngành kinh tế chính của thị xã cảng biển này, ngày nay vẫn còn là một ngành kinh tế quan trọng. Các ngành quan trọng khác ngày nay bao gồm dệt may, gạch xây dựng và thép; và Sottomarina, với 60 khách sạn và 17 cắm trại, gần như hoàn toàn cho du lịch biển.